# Álvaro de Lamadrid
Álvaro Héctor de Lamadrid (Navarro, 5 de febrero de 1972) es un abogado y político argentino de la Unión Cívica Radical, que se desempeña como parlamentario del Mercosur desde 2023. Anteriormente fue diputado nacional por la Ciudad Autónoma de Buenos Aires entre 2019 y 2021.

## Biografía
Nació en Navarro (provincia de Buenos Aires) en 1972 y se recibió de abogado en 1995 en la Facultad de Derecho de la Universidad de Buenos Aires, especializándose en derecho público en la Universidad de Mendoza.
En política, adhirió a la Unión Cívica Radical y fue titular de la Juventud Radical en su Navarro natal. Entre 1998 y 2009 residió en El Calafate (provincia de Santa Cruz), donde se opuso al kirchnerismo y fue candidato a intendente en 2007.
En las elecciones legislativas de 2017, fue candidato a diputado nacional, en el tercer lugar de la lista de Evolución en la ciudad de Buenos Aires, encabezada por Martín Lousteau. La lista obtuvo el 12,30% y no fue suficiente para ser elegido. Asumió en diciembre de 2019, para completar el período de Lousteau hasta 2021, tras su renuncia para asumir como senador nacional.
Integra el bloque de la Unión Cívica Radical y el interbloque de Juntos por el Cambio. Se desempeña como vicepresidente primero de la comisión de Seguridad Interior y como secretario de la comisión de Población y Desarrollo Humano; e integra como vocal las comisiones de Legislación Penal; de Libertad de Expresión; y de Relaciones Exteriores y Culto. Votó a favor del proyecto de ley de Interrupción Voluntaria del Embarazo de Argentina debatido y aprobado en 2020.
Fue electo parlamentario del Mercosur en las Elecciones al Parlasur de Argentina de 2023 por la coalición Juntos por el Cambio.